# Refúgio Nacional da Vida Selvagem de Nomans Land
O Refúgio Nacional da Vida Selvagem de Nomans Land ou simplesmente Refúgio de Nomans Land, é um refúgio de vida selvagem dos Estados Unidos na ilha Nomans Land a cerca de 4,8 km a sudeste de Martha's Vineyard, condado de Dukes, Massachusetts. A ilha começou por ser usada pela marinha dos Estados Unidos para operações militares até 1966. A ilha foi administrada pelo serviço de proteção de aves migratórias que depois de tentar remover o material bélico da ilha em 1997 e 1988, criou o refúgio com o principal objetivo de proteger aves migratórias.

## Vida Selvagem

### Fauna
A ilha fornece um habitat importante para muitas aves, incluindo aves marinhas, aquáticas, aves de pântano, aves de rapina, entre outras. Durante o verão, um grande número de corvos-marinhos, pardais e vários outros pássaros, dependem da ilha para um habitat de nidificação. Durante a migração no outono, inúmeras espécies de aves de rapina usam a ilha como habitat de alimentação e descanso, já que a existência de predadores é praticamente nula.

### Flora
O Refúgio de Nomans Land era muito florestado no século XVII, mas a flora foi destruída quase completamente durante o século XIX, e a vegetação atual é indicativa de uma área anteriormente florestada. Ventos oceânicos severos e falta de abrigo criaram um complexo vegetativo de mato e junco. A vegetação dominante no interior da ilha inclui rosas, hera venenosa, myricas, loureiros e viburnos. As zonas que foram destruídas por incêndios anteriores sustentam gramíneas, enquanto as áreas não afetadas pelo fogo são dominadas pela myrica. As comunidades de plantas de praia, de dunas e de areia ao longo da costa incluem capim-americano, capim-bravo, capim-comum e solidago.